# Khangah Dogran
Khangah Dogran é uma cidade do Paquistão localizada na província de Punjab.